# عمر سیووری
عمر انریکه سیوری (اسپانیایی: [enˈrike oˈmaɾ ˈsiβoɾi]، ایتالیایی: [ˈɔːmar ˈsiːvori]؛ ۲ اکتبر ۱۹۳۵ تا ۱۷ فوریه ۲۰۰۵) ستاره آرژانتینی‌تبار یوونتوس در اواخر دههٔ ۵۰ و اوایل دههٔ ۶۰ بود. در سطح باشگاهی، سیوری با پیراهن ناپولی و ریور پلاته نیز به میدان رفته‌است.
در سطح بین‌المللی، سیوری ابتدا لباس آبی و سفید آرژانتین کوپای آمریکا را تصاحب کرد. بعدها در دورهٔ بازیگری خود موفق شد برای ایتالیا نیز در جام جهانی فوتبال ۱۹۶۲ به میدان برود. پس از بازنشستگی خود، سیوری به عنوان سر مربی چند تیم آرژانتینی و همچنین تیم ملی آرژانتین را نیز هدایت کرده‌است.
بسیاری فوتبال سیوری را «بی باکانه و درخشان» توصیف می‌کنند. استایل فوتبال سیوری و مهارت او در دریبل مدافعان حریف، فوتبال او را در دوران خود از دیگران متمایز می‌کند. تخصص سیوری، عبور توپ از بین دو پای حریف و جای گذاشتن مدافع پیش روی خود بود. با این که سیوری بازیکنی چپ پا بود، اما بسیاری از گل‌های خود را با استفاده از پای راست و سر به ثمر رسانده‌است.
سیوری زمانی که در یوونتوس توپ می‌زد، با بازیکنانی مانند چارلز و بونیپرتی هم دوره بود و کنار آنان بسیار هماهنگ بازی می‌کرد. سیوری در زمان خود با دیگو مارادونا که بعد از او ظهور کرد نیز مقایسه می‌شود. بسیاری، او را مارادونا ی دههٔ ۶۰ می‌دانند.
سیوری، در فوریهٔ ۲۰۰۵ به علت سرطان پانکراس در زادگاه خود سن نیکولا از دنیا رفت.

## یوونتوس

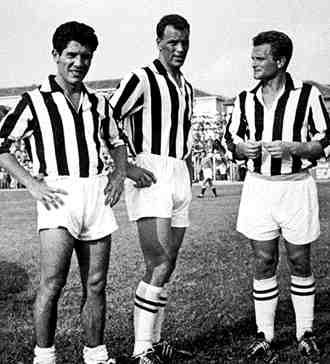
عمر سیوری،جان چارلز،جیماپیرو بونیپرتی.

همان فصل، دو بازیکن آرژانتینی دیگر نیز به لیگ ایتالیا منتقل شدند . آنتونیو آنجلیو (اینتر) و همبرتو ماسچیو (بلونیا). این سه نفر به «فرشته‌های زشت» ملقب شدند. این لقب گذاری، به رنگ پوست بازیکنان آرژانتینی بود. «مثلث مرگ» دیگر لقبی بود که به خاطر بازی بدون ترس آن‌ها و قدرت فوق العادهٔ آن‌ها در تمام کنندگی، به آن‌ها داده شده بود.
با انتقال سیوری و جان چارلز به یووه، همه چیز برای یوونتوس رؤیایی شد. با حضور بونیپرتی با تجربه، یوونتوس در اولین فصل حضور سیوری توانست اسکودتوی ۱۹۵۷–۵۸ را به دست آورد. روزهای خوب سیوری ادامه داشت و یوونتوس در سال‌های ۱۹۵۹–۶۰ و ۱۹۶۰–۶۱ سری آ و دو بار کوپای ایتالیا را در ۱۹۵۸–۵۹ و ۱۹۵۹–۶۰ به دست آورد. تلاش‌های اومار سیوری در سال ۱۹۶۱، بالاخره نتیجه داد و او در سن ۲۶ سالگی موفق شد توپ طلای اروپا را از آن خود کند.
در همان سال؛ " مثلث جادویی " یوونتوس با خداحافظی بونیپرتی از هم پاشید و در فصل بعد، جان چارلز نیز به Leeds United بازگشت. اما سیوری در کنار بانوی پیر باقی ماند و توانست گل پیروزی بخش در بازی ۱–۰ مقابل رئال را به ثمر برساند تا یوونتوس اولین تیم ایتالیایی باشد که در سانتیاگو برنابئو پیروز شده‌است. سیوری، مقام یا عنوان دیگری را با یوونتوس به دست نیاورد و در سال ۱۹۶۴–۶۵ به خاطر اختلافات با سر مربی جدید، تیم را ترک کرد.
سیوری در یوونتوس، ۱۶۷ گل در ۲۵۳ بازی به ثمر رسانده‌است. او پنجمین گلزن تاریخ یوونتوس است. همچنین رکورد بیشترین گل در یک بازی یوونتوس را نیز، اومار سیوری در اختیار دارد. ۱۰ ژوئن ۱۹۶۱، در بازی ۹–۱ مقابل اینتر میلان سیوری موفق شد ۶ گل از ۹ گل یوونتوس را به ثمر رساند. همچنین، این رکورد در سری آ به‌طور مشترک در اختیار سیوری و پیولا بازیکن پرو ورچلی است.

## تیم‌های ملی
سیوری برای آرژانتین ۱۹ بازی به میدان رفته و ۹ گل نیز به ثمر رسانده‌است. خط حملهٔ آرژانتین در آن زمان با وجود سیوری بسیار درخشان عمل می‌کرد. خط حملهٔ آرژانتین، آن زمان از سیوری، کرباتا، اسوالدو کروز، ماسچیو و آنجلو تشکیل می‌شد. به گروه بازیکنان، لقب " چهره‌های کثیف " را داده بودند. این لقب به خاطر چهرهٔ شیطنت‌آمیز آنان به آن‌ها داده شده بود.
سیوری، با آرژانتین موفق شد در سال ۱۹۵۷ قهرمان آمریکای جنوبی را کسب کند.
پس از انتقال او به ایتالیا، دولت ایتالیا او را از همراهی تیم ملی آرژانتین محروم کرد و او بقیهٔ بازی‌های ملی خود را برای ایتالیا انجام داد. برای ایتالیا، سیوری ۹ بار به میدان رفته و ۸ گل به ثمر رسانده.

## ۱۰۰ بازیکن برتر تاریخ فوتبال
در مارس ۲۰۰۴، پله نام او را در لیست ۱۰۰ بازیکن برتر تاریخ فوتبال قرار داد و از او به عنوان مفاخر آمریکای جنوبی تقدیر کرد.